# Zongbieli
Zongbieli (kinesiska: 宗别立, 宗别立苏木) är en socken i Kina. Den ligger i den autonoma regionen Inre Mongoliet, i den norra delen av landet, omkring 500 kilometer väster om regionhuvudstaden Hohhot.
Genomsnittlig årsnederbörd är 258 millimeter. Den regnigaste månaden är juli, med i genomsnitt 63 mm nederbörd, och den torraste är januari, med 1 mm nederbörd.